# 伊勢佐木町ブルース
「伊勢佐木町ブルース」（いせざきちょうブルース）は、青江三奈の楽曲で、7枚目のシングルである。1968年1月5日に発売。

## 解説
作詩は川内康範、作曲は鈴木庸一による。
伊勢佐木町は神奈川県横浜市中区の繁華街であり、当曲は同場所のご当地ソングとしてもよく知られている。
青江三奈はデビュー曲「恍惚のブルース」が大ヒットしたものの、それから暫くヒット曲に恵まれなかった。川内康範は青江三奈の再起を目的にビクターから再度作品を依頼された。川内は、50万枚は売れる作品で青江三奈を復活させてやれないかという課題を与えられた。そのような経緯で書かれたのが本作である。
川内は「ハーン」というため息を曲中のどこでもいいから入れるように、と青江に言った。本作は狙い通りの大ヒットとなり、青江は復活を遂げる。発売から徐々に売れ始め、発売から5ヶ月経ってからオリコンのトップ10に初登場し、3週間5位にランクイン。1968年の「第10回日本レコード大賞」歌唱賞・「第1回日本有線大賞」スター賞・「第1回全日本有線放送大賞」優秀スター賞をそれぞれ受賞した。
曲中にある吐息部分が、レコード発売時には「“吐息”は子供向きではない」「お色気だ」と指摘され、『第19回NHK紅白歌合戦』に2年ぶり2回目のNHK紅白歌合戦への出場を果たした時は、日本放送協会の意向により、カズーの音に差し替えられた（白組司会の坂本九は「ダチョウのため息」と発言した）。なお、1982年の『第33回NHK紅白歌合戦』で歌唱した際には、「吐息」は差し替えられなかった。またオリジナルはヘ短調であるが、1980年代以降は変ホ短調で歌唱されることが多くなった。
なお本曲のリリース当時、横浜市営地下鉄はまだ着工したばかりであり、同1号線における伊勢佐木町の最寄り駅の仮称は、当初「長者町」駅だったが、本曲のヒットにより「伊勢佐木町」駅に変更しよう、という声が横浜市会で上がりかけたこともあった。最終的には両区域を「ちょう」という言葉で結びつけた「伊勢佐木長者町」という折衷型の鉄道駅名が誕生した。
伊勢佐木町4丁目イセザキモールには、青江三奈の没後、2001年7月1日にグランドピアノを象った歌碑が建立された。歌碑には作曲者の鈴木庸一直筆の楽譜が彫られ、また台座のスイッチを押すと内蔵されたスピーカーから「伊勢佐木町ブルース」が1分間演奏される。
1970年から1979年まで、青江はマスプロ電工（マスプロアンテナ）のテレビCMへ出演しており、「あなた知ってる〜 マスプロアンテナ〜 見えすぎちゃって 困ァるのォ〜」と、「伊勢佐木町ブルース」の替え歌を唄い、サンバイザーにミニスカート姿でゴルフのグリーンでパッティングをしているCMがあった。
1989年の松下電工のヘアスチームアイロンのCMでは、この曲の冒頭をモチーフにしたBGMが使用された。メロディは違うが、曲調は同じで途中で吐息が入っている（CM上の演出では吐息にあわせてアイロンからスチームが噴き出す）。
2001年公開の映画『ウォーターボーイズ』では、劇中の挿入歌としても使われた。
2001年にNHK教育テレビのドラマ愛の詩にて放送されたドラマ『どっちがどっち!』では、劇中でこのCDが流されていた。

## 収録曲
- 全作詩：川内康範

A面
1. 伊勢佐木町ブルース（3分16秒）　
  - 作曲：鈴木庸一　編曲：竹村次郎

B面
1. 霧のハイウェー（2分57秒）
  - 作曲：大野正雄　編曲：近藤進

## カバー
伊勢佐木町ブルース
- 渚ようこ（2008年、アルバム『魅力のすべて 〜best 1996-2008〜』収録）
- 中森明菜（2009年、アルバム『ムード歌謡 〜歌姫昭和名曲集』収録）
- クレイジードッグス（木村充揮、近藤房之助）（2009年、アルバム『クレイジードッグス』収録）
- 徳永英明（2012年、アルバム『VOCALIST VINTAGE』収録）
- 畑中葉子（2016年、アルバム『GET BACK YOKO!!』収録[6]）
- 桑田佳祐（2019年、ライブビデオ『平成三十年度! 第三回ひとり紅白歌合戦』収録）

## 収録アルバム
- GOLDEN☆BEST 青江三奈
- ウォーターボーイズ オリジナル・サウンドトラック

## 映画
本曲を題材とする歌謡映画『夜の歌謡シリーズ 伊勢佐木町ブルース』は、1968年12月7日に東映系で公開。カラー、シネマスコープ、87分。『夜の歌謡シリーズ』第4作で、主演は4作連続して梅宮辰夫だが、次作『夜の歌謡シリーズ 長崎ブルース』では松方弘樹が主演のため、梅宮は出演するも脇役止まりとなる。また青江三奈も自分自身役で出演。元松竹の紙京子がバーのママ役で10年ぶりにカムバック。
横浜伊勢佐木町を舞台に、ネオンの世界を生き生きと泳ぐ男、男から男へと渡り歩く女、純情ホステス、女に目のない土地成金、女喰いものにするヤクザなど男女の激しい情事をリアルに描く。

### スタッフ
- 企画 - 園田実彦、扇沢要
- 脚本 - 舟橋和郎
- 監督 - 村山新治
- 撮影 - 星島一郎
- 美術 - 中村修一郎
- 音楽 - 三木稔
- 録音 - 内田陽造
- 照明 - 銀屋謙蔵
- 編集 - 田中修
- スチル - 加藤光男

### 出演者
- 宮田 - 梅宮辰夫
- れいこ - 宮園純子
- 大倉 - 伴淳三郎
- 竹村 - 吉田輝雄
- 房子 - 清水まゆみ
- 小滝 - 佐々木功
- 百合 - 紙京子
- 根本 - 大泉滉
- 照代 - 高毬子
- ゆかり - 和田みどり
- しげ子 - 山口洋子
- 青江三奈 - 青江三奈
- 土居 - 南原宏治
- 園江 - 伊藤慶子
- ハゲの男 - 久保一
- 安蔵 - 小松方正
- 茂吉 - 滝島孝二
- 女 - 三笠れい子、織田英子、鈴木暁子
- 運転手 - 小林稔侍
- 「マルセーユ」店主 - 久保比佐志
- 装飾点の主人 - 相馬剛三
- 子分 - 佐藤晟也、山浦栄

### 映像ソフト
- 2010年5月21日、東映ビデオからDVDが発売された。